# Centre maçonnique culturel Prince-Frédéric
Le centre maçonnique culturel Prince Frédéric (en néerlandais : Cultureel Maçonniek Centrum Prins Frederik) appartient au Grand Orient des Pays-Bas (Orde van Vrijmetselaren onder het Grootoosten der Nederlanden (G.O.N.)). Il fut ouvert en 1995 à La Haye et se compose d'un musée, d'une bibliothèque et du conservatoire des archives de l'Ordre.
Le C.M.C. porte le nom du prince Frédéric des Pays-Bas, frère de Guillaume II des Pays-Bas, qui fut aussi franc-maçon. Le Prince Frédéric a été le Grand Maître de l'Ordre de 1816 à 1881.

## Bibliothèque
La bibliothèque comprend plus de quarante mille documents, revues, manuels, encyclopédies  et des manuscrits et livres rares sur la franc-Maçonnerie ainsi que la plus grande collection d'écrits anti-maçonnique du monde. Elle contient aussi les fonds d'archives maçonniques collectionnées  par le docteur Georg Kloss (de) (1787-1854) médecin allemand et franc-maçon, auteur de la première Bibliographie de la Franc-maçonnerie (1844), d'une Histoire de la franc-maçonnerie en Angleterre, Écosse et Irlande (1848) et d'une Histoire de la franc-maçonnerie en France (1853). Il fit réaliser de nombreuses copies de rituels de l'époque et collecta de nombreux manuscrits et copies sur tous les mouvements maçonniques, que cela soit, entre autres, sur le Rite écossais rectifié ou sur les rituels forestiers (Ordre des Fendeurs, Carbonari…).
Le musée réunit plus de 250 ans d'histoire de la franc-maçonnerie aux Pays-Bas. Il renferme de nombreux objets décoratifs et symboliques, gravures, peintures, livres et manuscrits. Ce musée est l'une des sources pour l'étude de la franc-maçonnerie à travers le monde.
Un catalogue numérique en quatre langues permet désormais d'accéder à tous ces documents.

## Archives
Le CMC contient les archives de la plupart des loges de l'Ordre depuis 1756.